# Тарнавка (заповідне урочище)
Тарна́вка — заповідне урочище в Україні. Розташоване в межах Самбірського району Львівської області, на схід від села Тарнавка.
Площа 6,8 га. Оголошено згідно з рішенням Львівської облради від 9.10.1984 року № 495. Перебуває у віданні ДП «Старосамбірський лісгосп» (Сусідовицьке лісництво, кв. 22, вид. 21).
Статус надано з метою збереження корінного високопродуктивного ялицевого насадження природного походження, розташованого серед мальовничих ландшафтів Передкарпаття. 